# Pathardih
Pathardih là một thị trấn thống kê (census town) của quận Dhanbad thuộc bang Jharkhand, Ấn Độ.

## Địa lý
Pathardih có vị trí 23°40′B 86°26′Đ / 23,67°B 86,43°Đ Nó có độ cao trung bình là 143 mét (469 feet).

## Nhân khẩu
Theo điều tra dân số năm 2001 của Ấn Độ, Pathardih có dân số 39.527 người. Phái nam chiếm 55% tổng số dân và phái nữ chiếm 45%. Pathardih có tỷ lệ 66% biết đọc biết viết, cao hơn tỷ lệ trung bình toàn quốc là 59,5%: tỷ lệ cho phái nam là 76%, và tỷ lệ cho phái nữ là 54%. Tại Pathardih, 13% dân số nhỏ hơn 6 tuổi.